# 病毒公路往北方行
《病毒公路往北方行》是史蒂芬·金所著的短篇小說，最先出現在於1999年出版的精選集《999》中，2002年，史蒂芬又將故事收錄在短篇小說集《史蒂芬金的14張牌》內。2006年，特納電視網將其改編成電視影集，收錄在《梦魇幻景录》中。

## 故事簡介
理查出席完活動後駕車回家，途經一個後園拍賣場，他買了一張自殺者遺留下來的畫作。回家路上他又經過阿姨的家，他讓阿姨看他新買的畫作，阿姨只告訴他這幅畫給人十分討厭的感覺。理查離開後在路上的休息站休息，他發現畫中的影物出現了變化，連他自己都覺得邪門，於是立刻掉了畫作。回家後，他見到畫作已經掛在牆上，他決心要毀掉這畫作，於是燒畫。理查原以為已經平安無事，只是洗澡後，從窗口見到畫作中的跑車已經來到屋外。